# Lucia Cremonini
Lucia Maria Cremonini (Manzolino, 29 settembre 1686 – Bologna, 22 gennaio 1710) fu vittima di violenza sessuale da parte di un sacerdote a Bologna, nell'allora stato Pontificio; rimasta incinta, uccise il figlio nato dallo stupro e in conseguenza di ciò fu condannata a morte per infanticidio mediante impiccagione a 23 anni.

## Biografia
Lucia Maria Cremonini nacque a Manzolino – oggi frazione del comune di Castelfranco Emilia, in provincia di Modena – da Nicola e Caterina Testoni, una bracciante agricola. Rimasta presto orfana di padre, si trasferì con la madre a Bologna, dove trovò lavoro come donna di servizio.
La sua vita, probabilmente destinata a un comune e anonimo percorso di povertà, ebbe una svolta durante il carnevale del 1709: come racconterà ai suoi giudici nove mesi dopo, trovandosi a passare sotto i portici nei pressi di piazza Maggiore, uno sconosciuto giovane prete la «guidò dentro una porticella nera e piccola [...] e di lì giù da una scaletta in un corridoretto stretto e scuro», dove la violentò. Consumati altri due o tre rapporti, questo prete, del quale non seppe neanche il nome, la portò a mangiare «all'ostaria de' Morelli da San Bernardino [...] mortadella, de' tagliolini, del pane [...] né mi diede altro né mi pagò il detto mangiare». In compenso, l'accompagnò nella casa di lei, in via del Borgo di San Pietro e, poiché il portone, data l'ora tarda, era chiuso, la condusse nella casa di una donna in via Fiaccalcollo, perché vi dormisse quella notte. Poi andò via e di lui si persero per sempre le tracce.

### La vicenda
Fu forse questa l'iniziazione alla sessualità di Lucia: prima di allora - sostenne - non aveva «avuto che fare carnalmente con alcun altro». Non denunciò l'aggressione: non ne avrebbe avuto alcun risarcimento dalla giustizia dello Stato pontificio - «le trasgressioni sessuali dei preti dovevano essere eliminate o almeno nascoste» - e lo scandalo, una volta che fosse stato portato alla luce, le avrebbe impedito un matrimonio onorevole, avrebbe perduto la dote che il Comune assegnava in favore delle ragazze povere e probabilmente la sua vita sarebbe scivolata fino all'estremo degrado, stante la sua modesta condizione sociale, come avvenne nel caso di quella Lucia Grimaldi che, violentata da un prete a nove anni a Bologna nel 1625, vide «soffocare la causa» dal Tribunale ecclesiastico e finì anni dopo col prostituirsi.
Presto si accorse di essere incinta, e tenne nascosta a tutti la sua gravidanza, anche alla madre: così almeno disse, molto probabilmente per non coinvolgerla nella responsabilità della tragedia, e ai vicini raccontava di una malattia che le gonfiava il ventre. Cercò di provocare l'aborto, ma inutilmente, e la mattina del parto, il 5 dicembre 1709, era sola nella stanza che era tutto il suo alloggio: preso un coltello, «mentre mia madre si trovava in campagna, a fine non si scoprisse che io havevo partorito, m'indussi con detto cortello a dare la morte a detto mio figlio partorito vivo mettendoli la punta di detto cortello nella gola, che feci penetrare calcandolo bene sin dalla parte di dietro nel collo, per la quale ferita da me datali detto mio figlio ricevé la morte».
Denunciata da un vicino di casa, provò a negare: fu arrestata con la madre, e rinchiusa nella prigione del Torrone. Il 23 dicembre la madre fu riconosciuta estranea alla vicenda, mentre il 31 dicembre Lucia confessò l'infanticidio. Dopo l'omicidio, contava di portare il cadaverino «nascostamente a sepelire senza che nessuno se ne potesse accorgere».
La premeditazione del delitto non lasciava dubbi sull'esito del prossimo processo, ma il suo difensore, l'«avvocato dei poveri» Giacomo Arrighi si provò ad attenuare la responsabilità di Lucia: era una ragazza onesta, come testimoniavano il suo parroco e le famiglie dove aveva lavorato come domestica, e il suo onore era quanto di più importante avesse. Un simile stato di necessità, se non cancellava completamente la sua colpa, certamente l'attenuava notevolmente.

## La condanna a morte
Il 16 gennaio 1710 fu emessa la condanna a morte dalla Congregazione criminale, formata dal cardinale legato, dal vice-legato e dall'auditore. Quest'ultimo, il 21 gennaio, redasse la sentenza: in nome di Dio e di Cristo «diciamo, pronunciamo, decidiamo, dichiariamo e definitivamente sentenziamo» che Lucia Cremonini «sia sospesa con un laccio, così che muoia e l'anima si separi del suo corpo».

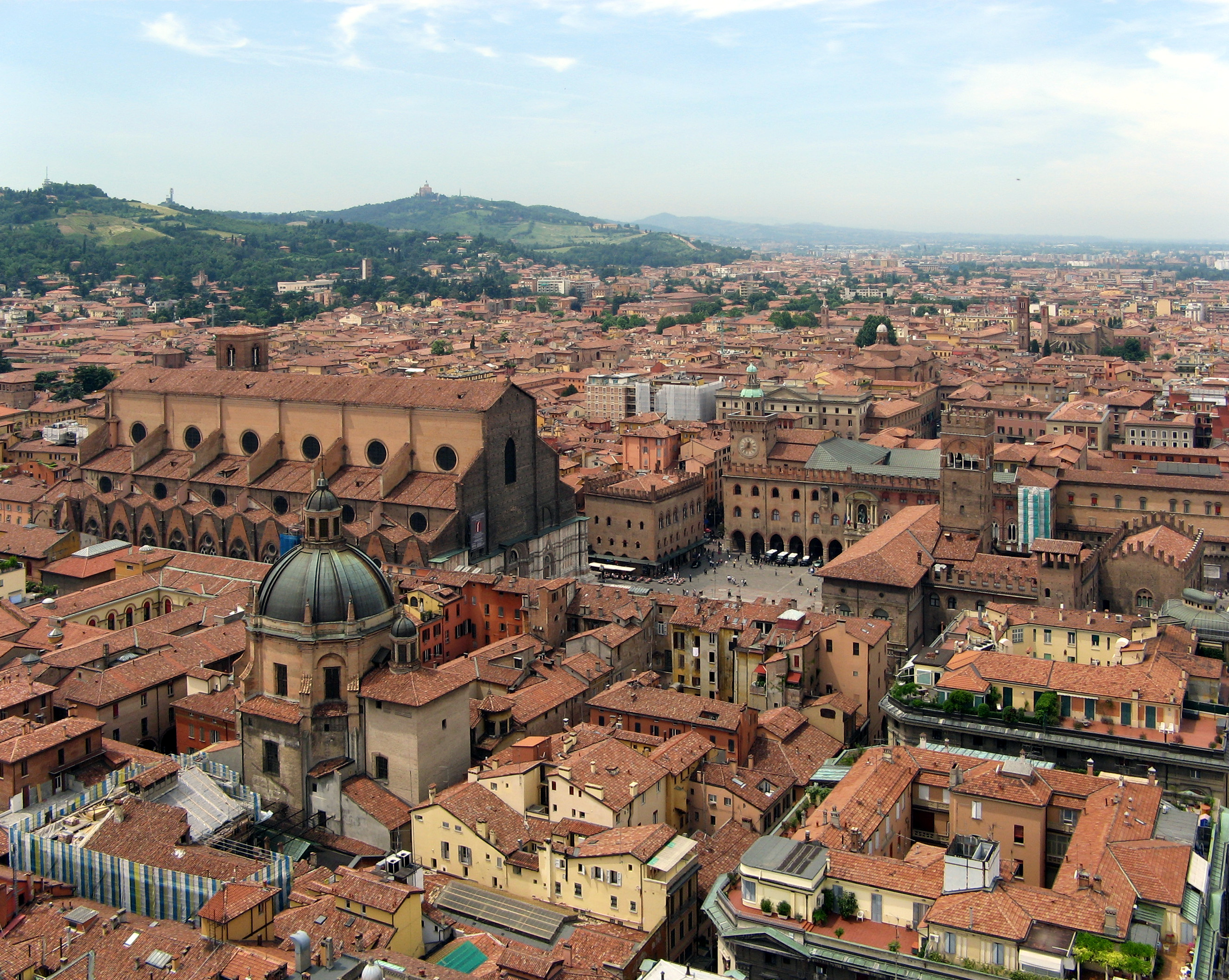
Bologna, piazza San Petronio

La sera del 21 gennaio le fu notificata la sentenza: tre confortatori della Confraternita di Santa Maria della Morte la prelevarono dal carcere e la condussero nel nobile palazzo del senatore Pietramellara. «Ricevuta et accolta con tutta carità», Lucia s'inginocchiò e chiese perdono: poi, accanto a un camino, circondata da autorevoli personalità della città, «con attentione ascoltava quanto le veniva suggerito per la salute dell'anima sua». Si confessò e si comunicò, mostrandosi ben informata su quanto concerneva «la salute dell'anima»: alla ragazza dei giorni immediatamente successivi al delitto, che appariva assente e apatica, si era sostituita una persona attenta e partecipe, che ascoltò con coraggio «quanto doveva succedere».
Così passò quella notte, e la mattina del 22 gennaio Lucia «udì intrepida, benché con tenerezza, l'hora di andar al patibolo»: il corteo raggiunse piazza San Petronio, dove una grande folla attendeva l'esecuzione. Salì sul patibolo e disse alcune parole, raccomandandosi «di moto proprio al popolo». Il boia, secondo il rituale, le chiese perdono per quello che si apprestava a fare, poi «l'assassinò tenendola un pezzo in tormento, togliendoli da collo un crocifisso solito mettersi ai moribondi per la indulgenza plenaria in articulo mortis. Quando vide il coltello diede una gran voce raccomandandosi però a Dio; la buttò giù finalmente a grido di popolo e poi non la trovò mai con li piedi, sì che la fece stentare».
Il cadavere fu consegnato all'Ospedale perché ne facesse pubblica anatomia, un altro «spettacolo» che richiamava la folla in piazza San Petronio durante i festeggiamenti del carnevale.